# Economia da Sérvia e Montenegro
A economia da Sérvia e Montenegro baseava-se principalmente na atividade agrícola, com culturas de cereais variados.
A indústria é também um ponto forte da economia, representando parte importante do PIB. Dentre essas indústrias, destacam-se a metalúrgica, a petrolífera e a de energia elétrica.
- Agricultura: milho, trigo, beterraba, batata.
- Pecuária: bovinos, suínos, ovinos, aves.
- Mineração: carvão, minério de cobre, bauxita.
- Indústria: equipamento de transporte, produtos minerais não metálicos.
- Comércio:
  - Exportações: US$ 13,9 bilhões (1991).
  - Importações: US$ 14,7 bilhões (1991).
- Principais parceiros comerciais: 
  - Itália
  - Federação Russa
  - República da Macedônia
  - Alemanha
  - Bósnia e Herzegovina.